# CBeebies
A CBeebies (ejtsd: szíbíbíz) a brit közszolgálati BBC 0 és 6 év közötti gyerekeket megcélzó digitális gyermek tévécsatornája. Bár az Egyesült Királyságon kívül kódolják, egyes országokban megszüntették az elérés korlátozását. A csatornát többször is kitüntette a BAFTA Children's Awards.

## Története
A CBeebies 2002. február 11-én indult el. A csatorna minden nap reggel 6 óra és este 7 óra közt sugároz, a BBC Four-ral egy sávban érhető el. Később elindult rádió csatornája a CBeebies Radio ami napi 3 órában sugárzott.
A CBeebies teljesen reklámmentes csatorna és a BBC Worldwide tulajdonában áll. Először nemzetközi szinten Indiában sugározott 2007 májusától, de 2012 novemberében kereskedelmi megfontolásokból megszüntették.
A későbbiekben elkezdett sugározni Írországban, Szingapúrban, Hongkongban, Lengyelországban, Indonéziában, Mexikóban, Afrikában, Ausztráliában és az USA-ban. 2011 márciusától az USA-ban on demand változata is elindult az Xfinity szolgáltatónál.

## Műsorok

### Műsorblokkok
A CBeebies több blokkra osztja fel a műsoridejét (a zárójelben lévőek szabad fordításban vannak):
- Get Set Go!, reggeli blokk reggel 6 és 9 óra közt.
- Discover and Do (Fedezd fel és csináld) 9 és 15 óra közt.
- Lunch Time (Ebédidő) 12 és 13 óra közt.
- Big Fun Time (Nagy móka idő) 15 és 18 óra közt.
- Bedtime Hour (Esti mese óra) 18 és 19óra közt.

### Legnézettebb műsorai
Az alábbi lista a CBeebies tíz legnézettebb műsorát tartalmazza. Az listát a BARB adatai alapján készült.
| #  | Sorozat címe                   | Epizód címe            | Nézettség | Dátum              |
| -- | ------------------------------ | ---------------------- | --------- | ------------------ |
| 1  | CBeebies Christmas Panto       | Strictly Cinderella    | 1,158,000 | 2011. december 16. |
| 2  | Justin's House                 | All Wrapped Up         | 800,000   | 2011. december 15. |
| 3  | CBeebies Pantomime             | Oh Yes It Is           | 785,000   | 2010. december 17. |
| 4  | CBeebies Christmas Panto       | Jack and the Beanstalk | 782,000   | 2012. december 21. |
| 5  | Justin's House                 | Robert's Inventions    | 744,000   | 2011. október 16.  |
| 6  | Gigglebiz                      | Series 1, Episode 24   | 730,000   | 2009. október 9.   |
| 7  | Chuggington                    | Breaking Brewster      | 722,000   | 2010. február 2.   |
| 8  | The Adventures of Abney & Teal | Faraway Island         | 717,000   | 2012. február 1.   |
| 9  | Justin's House                 | Housewarming           | 716,000   | 2011. október 9.   |
| 10 | Justin's House                 | Auntie Justina Visits  | 715,000   | 2011. október 23.  |

## Díjak
Az CBeebies-t és az általa sugárzott műsorok számos díjat kaptak az évek során. 2002-ben a BAFTA Children's Awards-on a CBeebies Interactive TV Services-t jelölték a legjobb interaktív szolgáltatás kategóriában, majd 2005-ben a CBeebies Online-t ugyanebben a kategóriában. A CBeebies-nek odaítélték a legjobb gyerekcsatorna és a Highly Commended díjat a 2006-os Broadcast Digital Channel Awards-on. 2007-ben a CBeebies-t jelölték az év gyerekcsatornája díjra a BAFTA Children's Awards-on, 2008-ban és 2009-ben pedig az év csatornája díjra.
A CBeebies brit honlapját jelölték a legjobb interaktív oldal díjra 2007-ben szintén ezen a díjátadón, és megnyerte a Royal Television Society Best Design an Innovationt díját is.

## Fordítás
Ez a szócikk részben vagy egészben  a   CBeebies című angol Wikipédia-szócikk fordításán alapul.  Az eredeti cikk szerkesztőit annak laptörténete sorolja fel. Ez a jelzés csupán a megfogalmazás eredetét és a szerzői jogokat jelzi, nem szolgál a cikkben szereplő információk forrásmegjelöléseként.